# Tim Murray
Tim Murray (Haverhill, Estados Unidos, 30 de julio de 1987) es un futbolista estadounidense. Juega de arquero y su equipo actual es el FC Honka Espoo de la Veikkausliiga.

## Biografía
Es hijo de Michael y Alicia Murray. Jugó al fútbol en la escuela secundaria en St. John's Prep (Danvers).

## Trayectoria
Posee el récord en Providence College de mayor vallas invictas, 27, y terminó con un promedio de 1,01 goles encajados por encuentro. 

### New England Revolution
Firmó con el New England el 29 de abril de 2010, pero no tuvo presencia como titular.

### FC New York
Fue cedido por un breve periodo al conjunto que disputaba la USL PRO en abril del año 2011 pero regresó a New England en mayo. 

### New England Revolution
Tras su regreso del préstamo, jugó 7 partidos en la MLS Reserve League, incluidos tres como titular.

## Clubes
| Club                   | País           | Año           | PJ  | Goles |
| ---------------------- | -------------- | ------------- | --- | ----- |
| New England Revolution | Estados Unidos | 2010 - 2011   | 0   | 0     |
| F.C. New York          | Estados Unidos | 2011          | 1   | 0     |
| New England Revolution | Estados Unidos | 2012          | 0   | 0     |
| Carolina RailHawks     | Estados Unidos | 2013          | 1   | 0     |
| Ekenäs SC              | Finlandia      | 2015-2016     | 53  | 0     |
| FC Honka Espoo         | Finlandia      | 2017-presente | 103 | 0     |